# 八坂甚八

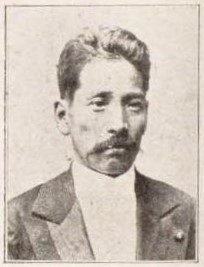
八坂甚八

八坂 甚八（やさか じんぱち、1853年11月10日（嘉永6年10月10日）- 1929年（昭和4年）3月29日）は、明治から昭和初期の大地主、篤農家、実業家、政治家。貴族院多額納税者議員、衆議院議員、佐賀県養父郡轟木村長。

## 経歴
肥前国養父郡、のちの佐賀県養父郡轟村（三養基郡轟木村、鳥栖町を経て現鳥栖市）で、素封家・八坂甚兵衛の長男として生まれる。漢学を修める。1868年（明治元年3月）家督を相続した。
養父郡真木村戸長、郡組合会議員、轟木村会議員、同村長、佐賀県会議員、同参事会員、鳥栖町会議員、三養基郡会議員、所得税調査委員などを務めた。
1897年（明治30年）佐賀県多額納税者として貴族院多額納税者議員に互選され、同年9月29日に就任し、1904年（明治37年）9月28日の任期満了まで1期在任した。1908年（明治41年）5月、第10回衆議院議員総選挙で佐賀県郡部から、猶興会所属で立候補したが次点で落選。1912年（明治45年）5月の第11回総選挙（佐賀県郡部、中央倶楽部）で当選したが、1913年（大正2年）5月3日に辞職し、衆議院議員に1期在任した。
実業界では、八坂銀行取締役頭取、佐賀農工銀行頭取、八坂運輸代表取締役、日本逓業取締役、中央軌道取締役、九州商船取締役、肥前織物同業組合組長などを務めた。
また、農業の振興にも尽力し、種牡牝馬を導入して馬産を盛んにし、鳥栖町耕地整理委員長に就任して耕地整理を進め稲田を拡大し、灌漑設備の整備、三養基信用購買生産組合長として小作人の保護を図り、小作毎品評会を開催して品質の向上を図った。